# Garnizon Lida

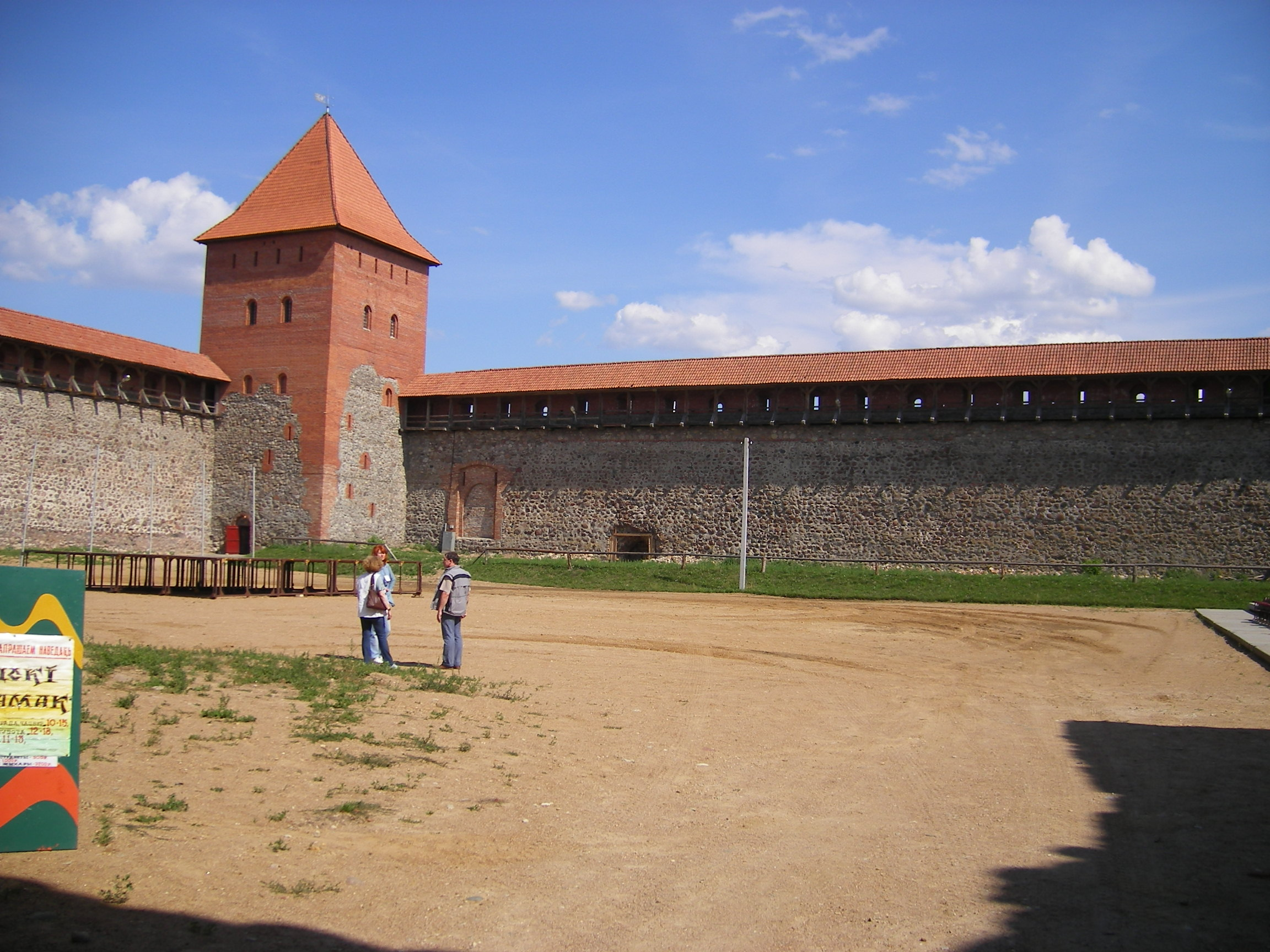
Zamek w Lidzie

Garnizon Lida – garnizon wojskowy Rzeczypospolitej, garnizon wojsk rosyjskich, po 1945 wojsk radzieckich, a obecnie białoruskich, położony w Lidzie.

## Garnizon wojsk I Rzeczypospolitej
- pułk konny powiatu lidzkiego

## Garnizon Wojska Polskiego II RP
Prestiż miasta w okresie II Rzeczypospolitej podnosił fakt, że było ono garnizonem wojskowym. Stacjonowały w nim między innymi:
- 5 pułk lotniczy
- 77 pułk piechoty[1]
- 3 dywizjon 19 pułku artylerii lekkiej[2]
- pluton łącznikowy nr 10
- Wojskowy Sąd Rejonowy
- komenda placu
- parafia wojskowa obrządku rzymskokatolickiego